# Cobden (Minnesota)
Cobden – miasto w Stanach Zjednoczonych, w stanie Minnesota, w hrabstwie Brown.